# Gjon Markagjoni
Gjon Markagjoni (Orosh, 28 agosto 1888 – Roma, 26 aprile 1966) è stato un politico albanese fondatore, nel 1921, dell'effimera repubblica di Mirdita, nell'Albania settentrionale.
Con decreto del 4 agosto 1939, in seguito all'avvenuta unione tra l'Italia e l'Albania, sono nominati senatori a vita quattro personaggi che favorito l'unione del proprio paese con l'Italia, e cioè Shefqet Vërlaci, Gjon Marka Gjoni, Mustafà Merlika Kruja e Vangjel Turtulli. Sono ricompresi nella categoria 20, "Coloro che con servizi o meriti eminenti avranno illustrata la Patria".